# 昭平雨蛙
昭平雨蛙（学名：Hyla zhaopingensis）为雨蛙科雨蛙属的两栖动物，是中国的特有物种。分布于广西等地。该物种的模式产地在广西昭平马江。